# ConocoPhillips
ConocoPhillips là một công ty năng lượng quốc tế có trụ sở chính tại Houston, Texas, Mỹ. Nó có văn phòng ở khắp nơi trên thế giới. Nó được thành lập do sự sáp nhập của 2 công ty Conoco Inc và công ty dầu khí Phillips ngày 30 tháng 8 năm 2002, là một trong sáu công ty dầu khí lớn trên thế giới.
- ExxonMobil (XOM)
- BP (BP)
- Royal Dutch Shell (RDS)
- Total S.A (TOT)
- Chevron Corporation (CVX)
- ConocoPhillips (COP)

## Tại Việt Nam
ConocoPhillips từng là một trong những nhà đầu tư nước ngoài lớn nhất tại Việt Nam trong lĩnh vực dầu khí. Tuy nhiên vào đầu năm 2012, ConocoPhillips đã bán toàn bộ khối tài sản trị giá 1,29 tỉ dollar Mỹ cho Perenco, một công ty dầu khí có trụ sở tại Paris, sau 15 năm kinh doanh không mấy hiệu quả tại thị trường này.
Theo trang thông tin chính thức của hãng, năm 2011, ConocoPhillips đạt sản lượng khoảng 20.000 thùng dầu mỗi ngày tại Việt Nam. Sản lượng hàng ngày trên toàn cầu của hãng là 1,62 triệu thùng.
Toàn bộ số tài sản tại Việt Nam được ConocoPhillips chuyển nhượng cho Perenco bao gồm cổ phần của 2 lô 15-1, 15-2 thuộc mỏ Cửu Long và 16,3% cổ phần của đường ống Nam Côn Sơn dài 393 km dẫn khí từ mỏ này về Vũng Tàu.